# Sabine Veenendaal
 (octobre 2018).
Si vous disposez d'ouvrages ou d'articles de référence ou si vous connaissez des sites web de qualité traitant du thème abordé ici, merci de compléter l'article en donnant les références utiles à sa vérifiabilité et en les liant à la section « Notes et références ».
Sabine Veenendaal, née en 1973 aux Pays-Bas, est une productrice et écrivaine néerlandaise.

## Filmographie
- 2002 : Yes Nurse! No Nurse! de Pieter Kramer[2]
- 2004 : Pluck and his tow truck de Ben Sombogaart
- 2005 : Le Cheval de Saint Nicolas de Mischa Kamp[3]
- 2007 : Mais où est le cheval de Saint-Nicolas? de Mischa Kamp[3]
- 2007 : Ben X de Nic Balthazar[4]
- 2007 : Breath  de Margien Rogaar[5]
- 2008 : About Fish and Revolution de Margien Rogaar
- 2008 : Cut Loose de Jan Verheyen
- 2008 : Morrison krijgt een zusje de Barbara Bredero[6]
- 2013 : Finn de Frans Weisz[7]
- 2017 : Harbour de Stefanie Kolk[8]
- 2017 : Kiem Holijanda de Sarah Veltmeyer[9]
- 2017 : Find This Dumb Little Bitch and Throw Her Into a River de Ben Brand[10]
- 2017 : Sing Song de Mischa Kamp

## Livre
- 2011 : Van Abeltje tot Zoop: over het succes van de Nederlandse jeugdfilm : co-écrit avec Esther Schmidt.